# Melaleuca buseana
Melaleuca buseana är en myrtenväxtart som först beskrevs av André Guillaumin, och fick sitt nu gällande namn av Lyndley Alan Craven och J.W.Dawson. Melaleuca buseana ingår i släktet Melaleuca och familjen myrtenväxter. Inga underarter finns listade i Catalogue of Life.